# ザ・スパイ
『ザ・スパイ』（仏: L'espion、英: The Defector）は、1966年製作・公開、映画プロデューサーのラウール・レヴィが監督したフランス・西ドイツ合作の長編劇映画である。

## 略歴・概要
本作は、ロジェ・ヴァディムの監督作『素直な悪女』（1956年）をプロデュースし、ブリジット・バルドーを一躍スター女優にし、『野性の誘惑』（同年）でマリナ・ヴラディを売り出したことで知られる映画プロデューサー、ラウール・レヴィの監督進出第3作、単独監督作としては第2作である。1966年2月 - 4月、冷戦当時の西ドイツ国内でロケーション撮影が行われ、ニーダーザクセン州や、バイエルン州ミュンヘン市内、とくに同市内にある国立美術館アルテ・ピナコテークで撮影された。フランス、西ドイツの合作であるにもかかわらず、使用言語は英語である。

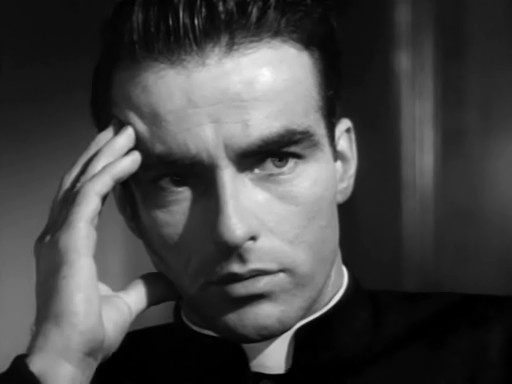
1953年当時のモンゴメリー・クリフト

自らの製作会社「イエナ・プロデュクション」を超大作『マルコ・ポーロ 大冒険』の興行的大失敗で失ったあとのレヴィは、本作を含めた2本の監督作の撮影監督に、ジャン＝リュック・ゴダール監督の『勝手にしやがれ』（1959年）以来のタッグで知られるラウール・クタールを起用、本作にはゴダールも二重スパイ役で出演している。一方、レヴィの最後のプロデュース作となったゴダール監督の『彼女について私が知っている二、三の事柄』（1967年）には、ヴラディが主演し、レヴィ自身がアメリカ人ジョン・ヴォーガス役で出演した。1966年12月31日にレヴィは満44歳で拳銃自殺するので、本作は、監督作としては遺作となった。主演を務めたモンゴメリー・クリフトは本作のクランクアップ直後の同年7月23日に、心臓麻痺のため45歳で死去したので、クリフトにとっても、本作は人生最後の出演作となった。
日本では、レヴィが監督した前作『二人の殺し屋』（1964年）を配給したタイヘイフィルムが配給、劇場公開した。日本あるいはフランスにおいてはビデオグラム化がされていないが、アメリカでは、2009年6月22日、ワーナー・ホーム・ビデオからDVDが発売されている。

## ストーリー
ドイツ民主共和国（東ドイツ）、ライプツィヒ。アメリカの物理学者、ジェームズ・バウワー教授（モンゴメリー・クリフト）が、視察旅行で同市の空港に降り立った。空港に到着するや、CIAエイジェントのアダムズ（ロディ・マクドウォール）が教授を訪ねてきた。ロシアの物理学者グロシェンコに会い、グロシェンコが西側に売ろうとしているマイクロフィルムを手に入れるよう説得された。診療所にいるサルツァー博士（ハンネス・メッセマー）を紹介された。
ホテルに着くと、同市広報課員と称するピーター・ハインツマン（ハーディ・クリューガー）が教授を訪ねてきた。ハインツマンは、ロシアの秘密諜報機関に属しているが、大学時代はグロシェンコに関わり、またバウワー教授を尊敬しているという。
ある日、西側への亡命を企てたグロシェンコが殺されてしまう。ロシア秘密諜報機関のボス、オルコフスキー（デイヴィッド・オパトシュ）は、教授をロシアに亡命させよとハインツマンに命令を下す。ハインツマンは教授に亡命を申し入れたが、一蹴された。
サルツァー博士は、グロシェンコが死ぬ直前に、問題のマイクロフィルムを受け取っており、バウワー教授に手渡すことができた。しかし、マイクロフィルムに焼きつけられていた情報はあまりに古く、価値のないものであった。バウワー教授は無事東側を脱出した。サルツァー博士の診療所にいたフリーダ・ホフマン（マーシャ・メリル）の協力を得て、西ドイツに入国できた。
ハインツマンは使命があり、なおも教授を追うが、教授への敬意はほんものであり、ふたりは協力しあう約束を交わした。冷酷なオルコフスキーは、教授の前でハインツマンを惨殺した。

## キャスト
| 役名                     | 俳優                     | 日本語吹替 |
| 役名                     | 俳優                     | NET版 |
| ------------------------ | ------------------------ | --- |
| ジェームズ・バウアー教授 | モンゴメリー・クリフト   | 山内雅人 |
| ピーター・ハインツマン   | ハーディ・クリューガー   | 細井重之 |
| フリーダ・ホフマン       | マーシャ・メリル         | 小原乃梨子 |
| コルスキー               | デヴィッド・オパトシュ   | 富田耕生 |
| イングリット             | クリスチーヌ・ドラロシュ | 杉山佳寿子 |
| サルツァー               | ハンネス・メッセマー     | 千葉耕市 |
| 少佐                     | カール・リーフェン       | 島宇志夫 |
| アダムス                 | ロディ・マクドウォール   | 山田康雄 |
| 以下はノンクレジット     |                          | |
| リッター                 | エドゥアルド・ランカーズ | 水島晋 |
| トミー                   | ロルフ・ツァハー         | 宮本和男 |
| 不明 その他              | N/A                      | 仲村秀生 矢田稔 塩見竜介 原田一夫 沢田敏子 渡辺典子 浅井淑子 島美弥子 木原規之 緑川稔 加藤修 村松康雄 立壁和也 |
| 日本語版スタッフ         |                          | |
| 演出                     | 演出                     | 山田悦司 |
| 翻訳                     | 翻訳                     | 進藤光太 |
| 効果                     | 効果                     | 赤塚不二夫 |
| 調整                     | 調整                     | 坂巻四郎 |
| 制作                     | 制作                     | グロービジョン                                                                                                 |
| 解説                     | 解説                     | 淀川長治 |
| 初回放送                 | 初回放送                 | 1971年2月28日 『日曜洋画劇場』 21:00-22:56 正味95分44秒                                                        |

## 関連事項
- ジャン＝リュック・ゴダール出演作品一覧

## 関連書籍
- Paul Thomas, The Defector, Tower Publications, 1966.

## 註
1. ↑  allcinemaサイト内の「ザ・スパイ」の項の記述を参照。